# 貝阿拉納納區
14°29′S 48°52′E / 14.483°S 48.867°E

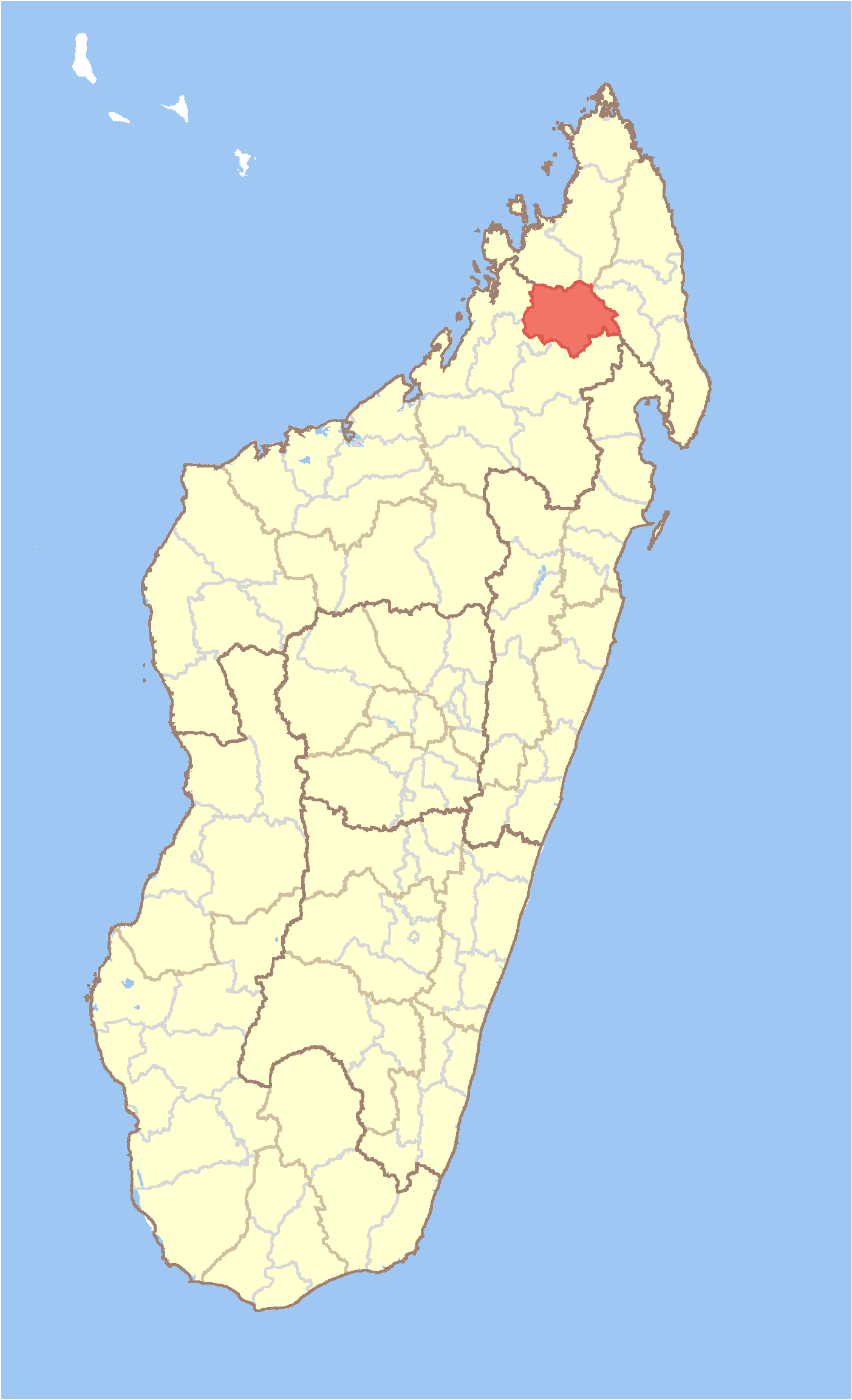

貝阿拉納納區，是馬達加斯加的行政區，位於該國西北部，由索非亞區負責管轄，首府設於貝阿拉納納，面積6,543平方公里，2011年人口135,502，人口密度每平方公里21人。